# PC-Flight Pretty Flight
PC-Flight Pretty Flight bylo jednomotorové dvoumístné ultralehké letadlo navržené a postavené v 90. letech v Německu. Od roku 2002 je stavěno rumunskou společnosti GM &T International 2000 S.A. jako GM &T Pretty Flight. Bylo vyrobeno nejméně pět letounů.

## Vznik a vývoj
Letoun byl navržen Calinem Gologanem a zalétán pilotem Peterem Maderitchem, jejich iniciály jmen byly použity pro původní název společnosti PC-Flight. Výrobní práva na letoun Pretty Flight byla držena několika společnostmi. Po zániku společnosti PC-Flight byla výrobní práva převedena na německou společnost PC-Aero. Ta v roce 2002 podepsala dohodu se společností GM & T International of Romania (založena 2000) o poskytnutí práv vyrábět tato letadla.
Prototyp z roku 1996 s imatrikulací D-MNPF byl zalétán v listopadu 1996. Díly pro Pretty Flight byly původně vyráběny rumunskou společností Star Tech Impex (GM&T Impex srl.) a sestavovány společností Nitsche Flugzeubau v Německu. Certifikace v Německu pro Pretty Flight byla získána v září 1998. V listopadu 1998 byla zahájena výroba deseti letadel, ale později byla pozastavena alespoň do doby, než dojde ke změně práv na nového, přejmenovaného výrobce GM&T International 2000 S.A.. Původní společnost GM&T IMPEX srl. založená v roce 1992 se od roku 2000 změnila na GM&T International 2000 S.A. Není známo, kolik letadel z šarže objednaných 10 letounů bylo dokončeno.
Německá společnost PC-Aero se od roku 2011 zabývá stavbou ultralehkých letounů Elektra One, které navrhl opět Calin Gologan. Jedná se o letoun poháněný elektromotorem a nebo o modifikaci Elektra One Solar se solárními panely.

## Popis letounu
Konvenčně uspořádaný, hornokřídlý jednoplošník celokovové konstrukce, byl vybaven jediným motorem a kabina byla uspořádána pro dvoučlennou posádku se sedadly vedle sebe. Uchycení křídla (profil GAW PC-1) je vyztuženo jedinou vzpěrou na obou stranách trupu. Povrchy jsou většinou kovové, kromě zadní části křídel a části ocasních ploch. Letoun má tříkolový podvozek. Letoun se vyznačuje velmi dobrými vlastnosti při krátkém vzletu a přistání, kdy mu pro start postačuje pouhých 60 m (STOL). Užitečné zatížení může být až 185 kg. Kapacita palivové nádrže standardně 58 l s možností instalace rezervních nádrží, které zvýší kapacitu až na 100 l paliva.
Přestože byl původně prototyp postaven s motorem Rotax 912iS o výkonu 100 k/75 kW, v Rumunsku je vyráběn s motorem Walter Mikron IIIB o výkonu 69-75 k/51-55 kW nebo s motorem Walter Mikron IIIC o výkonu 75-82 k/55-60 kW, které od roku 1999 vyrábí česká společnost Parma-Technik z Luhačovic.

## Použití
Rumunský letoun GM&T Pretty Flight byl vystaven v dubnu 2005 (výr. č. 002, D-MMPF) na letecké výstavě Airshow ve Friedrichshafenu. Do poloviny roku 2010 bylo v německém civilním rejstříku zaregistrováno 5 letounů (D-MMPF, D-MNPF, D-MOBH, D-MOIS, G-MOOI). Nikde jinde v Evropě tento letoun není registrován, ani v Rumunsku, které tyto letouny vyrábí.
Letoun je využíván soukromými piloty. Letoun s imatrikulací D-MOOI postavený v roce 1998 s motorem Walter Mikron IIIB byl nabízen v roce 2018 za 27 990 euro (cena k vyjednání).

## Varianty
- PC-Flight Pretty Flight - původní německý prototyp s plochým čtyřválcem Rotax 912UL
- GM&T International Pretty Flight - sériově vyráběné letouny s motorem Walter Mikron

## Uživatelé
- Německo

## Specifikace
Data podle

### Technické údaje
- Posádka: 2
- Rozpětí: 10,00 m
- Délka: 6,25 m
- Výška: 2,57 m
- Nosná plocha: 11,66 m2
- Plošné zatížení: 40,50 kg/m2
- Hmotnost prázdného letounu: 270 kg
- Vzletová hmotnost: 472,5 kg
- Pohonná jednotka: 1× pístový, invertní vzduchem chlazený čtyřválcový řadový motor Walter Mikron IIIC UL
  - maximální, vzletový výkon: 60,3 kW/82 k při 2800 ot/min
  - trvalý výkon: 55,2 kW/75 k při 2700 ot/min
- Vrtule: dvoulistá dřevěná s pevnými listy např. Woodcomp SR 32 o průměru 1,8 m

### Výkony
- Maximální rychlost: 210 km/h
- Cestovní rychlost: 195 km/h
- Minimální rychlost: 63 km/h
- Dolet: 2000 km
- Stoupavost: 5,6 m/s